# Acadèmia de les inscripcions i llengües antigues
L'Acadèmia de les inscripcions i llengües antigues (en francès: Académie des inscriptions et belles-lettres), és una societat científica fundada per Jean-Baptiste Colbert el 1663 en l'àmbit de les Humanitats. És una de les cinc acadèmies de l'Institut de França.

## Història
L'acadèmia va tenir els seus orígens en un reduït grup d'humanistes, membres de l'Acadèmia francesa per iniciativa de Jean-Baptiste Colbert el 1663, qui va decidir reunir regularment a diversos erudits per a sol·licitar-los consell sobre les inscripcions en llatí que haurien de ser escrites en els registres i divises o lemes dels monuments públics i medalles fetes en honor del rei Lluís XIV.
Organitzada el 1701, la Reial Acadèmia d'inscripcions i medalles (Académie Royale des inscriptions et médailles) va assumir el seu actual títol el 1716.

## Activitats
La funció de l'acadèmia, segons els seus propis estatuts, està: «dedicada principalment a l'estudi dels monuments, idiomes i cultures de les civilitzacions antigues, l'edat mitjana i el període clàssic, així com de les civilitzacions no europees.» A més d'altres nombroses comeses es concentra, especialment, en la història de França i de la Gàl·lia, la lingüística i l'arqueologia. El premi Volney és atorgat per l'Institut de França, a proposta de l'acadèmia. Si bé la institució comptava, al principi, amb pocs membres, ràpidament la llista es va anar ampliant i actualment compta amb 55 membres de nacionalitat francesa i 40 associats estrangers.